# David Mendenhall
David Mendenhall (Oceanside, 13 giugno 1971) è un attore e doppiatore statunitense.
È particolarmente noto per i suoi ruoli nei film Space Raiders, Over the Top, The Transformers e They Still Call Me Bruce.

## Biografia
Iniziò la sua carriera di attore, come attore bambino, all'età di quattro anni. Nel 1979 fece l'audizione per il ruolo di Mike Webber nella soap opera General Hospital nella quale recitò fino al 1986. In quel periodo iniziò a lavorare per il cinema in una serie di lungometraggi debuttando nel 1983 nel film di fantascienza Space Raiders del regista Roger Corman. All'età di 15 anni interpretò il figlio di Sylvester Stallone nel film drammatico del 1987 Over the Top, la cui storia raccontava di un camionista di lunghi viaggi che cerca di riconquistare il figlio alienato mentre diventava un lottatore. Nello stesso anno, apparve nella commedia Going Bananas con Dom DeLuise e Jimmie Walker.
Nel 1989 lavorò in The Secret of the Ice Cave con Sally Kellerman, girato in Cile. Tutti e tre i film vennero prodotti dalla Cannon Films. Nel 1989 recitò al fianco di Christina Applegate nel film drammatico Streets, diretto ancora una volta da Roger Corman. Negli anni 1980 fece alcune apparizioni televisive degne di nota nella serie Taxi e nelle vesti di uno spacciatore di 12 anni in The Reporter, un episodio speciale della sitcom Il mio amico Arnold, che vide la presenza dell'allora First Lady Nancy Reagan.

## Filmografia parziale

### Cinema
- Space Raiders, regia di Howard R. Cohen (1983)
- Over the Top, regia di Menahem Golan (1987)
- God Bless America, regia di Bobcat Goldthwait (2011)

### Televisione
- General Hospital – serie TV (1981-1986)
- Taxi – serie TV (1982-1983)
- Signore e signori buonasera (Goodnight, Beantown) – serie TV (1983)
- Il mio amico Arnold (Diff'rent Strokes) – serie TV (1983)
- Ai confini della realtà (The Twilight Zone) – serie TV, episodio 1x14 (1985)
- Vita col nonno (Our House) – serie TV (1987-1988)
- My Own Worst Enemy – serie TV (2008)
- The Forgotten – serie TV (2009)
- A Gifted Man – serie TV (2011)